# Obiekty bliskie Ziemi
Obiekty bliskie Ziemi (NEO od ang. near-Earth objects) – planetoidy i komety, których orbity przechodzą blisko orbity Ziemi. Przyjmuje się, że są to obiekty, których część orbity jest w odległości mniejszej niż 1,3 j.a. od Słońca. Zależnie od ich rozmiarów i bliskości, obiekty NEO są też łatwiejsze w dostępie dla sond kosmicznych z Ziemi i są ważne dla przyszłych badań naukowych i eksploracji komercyjnej. Niektóre planetoidy bliskie Ziemi mogą być osiągane z mniejszą zmianą prędkości (ΔV) niż Księżyc. 
W 2005 roku NASA zostało zobowiązane przez Kongres Stanów Zjednoczonych do śledzenia i katalogowania wszystkich ciał NEO, które mają co najmniej 140 m średnicy. Taka wielkość może sprawić, że spadający obiekt NEO mógłby spowodować zniszczenia o zasięgu lokalnym, niszcząc miasto lub nawet niewielki kraj. Obiekt większy od 1 km mógłby spowodować katastrofalne zjawiska w skali całego globu. Dotychczas odkryto blisko 1000 z tych największych obiektów NEO. Stany Zjednoczone, Unia Europejska i inne państwa na bieżąco przeszukują niebo w poszukiwaniu obiektów NEO w ramach międzynarodowego programu Spaceguard. Dodatkowo wykorzystanie teleskopu z Australii umożliwi obserwację ~30% nieprzebadanego jeszcze nieba. 

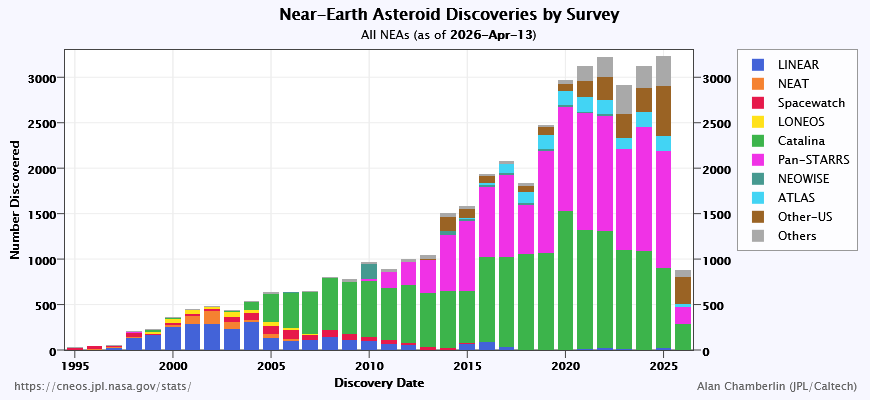
Liczba planetoid bliskich Ziemi odkrytych od 1995 roku za pomocą różnych programów obserwacyjnych:
LINEAR
NEAT
Spacewatch
LONEOS
CSS
Pan-STARRS
NEOWISE
inne

     LINEAR
     NEAT
     Spacewatch
     LONEOS
     CSS
     Pan-STARRS
     NEOWISE
     inne

## Liczba obiektów NEO
Do końca 2022 roku zostało odkrytych 31 131 obiektów NEO: 118 komet i 31 013 planetoid (NEA). Z tych planetoid 28 należało do Grupy Atiry, 2428 należało do Grupy Atena, 17 449 do Grupy Apolla, a 11 108 do Grupy Amora. Z nich 2322 obiektów NEA zostały sklasyfikowane jako potencjalnie niebezpieczne asteroidy (ang. PHA). Spośród planetoid 858 obiektów NEA, w tym 152 obiekty PHA, miało absolutną wielkość gwiazdową 17,75 lub jaśniejszą, która w przybliżeniu odpowiada wielkości co najmniej 1 km.
W 2011 roku na podstawie obserwacji satelity WISE w ramach programu NEOWISE oszacowano, że liczba obiektów NEO wynosi:
- liczba planetoid o średnicy co najmniej 1 km – ok. 981, w tym 911 odkrytych (93%),
- liczba planetoid o średnicy od 100 m do 1 km – ok. 19 500, w tym ponad 5200 odkrytych[4].

## Ocena ryzyka
Istnieją dwa schematy klasyfikacji zagrożenia uderzeniem:
- prosty – Skala Torino,
- bardziej skomplikowany – Skala Palermo.

25 grudnia 2004 planetoida 2004 MN4 (znana także jako (99942) Apophis) otrzymała 4 stopień w Skali Torino, co jest najwyższym wskaźnikiem w historii. 27 grudnia 2004 obliczono na 2,7% prawdopodobieństwo zderzenia z Ziemią w dniu 13 kwietnia 2029. Jednakże 28 grudnia 2004, po dokładniejszym ustaleniu jej orbity, szacunki spadły praktycznie do zera dla roku 2029, ale zwiększyła się niepewność obliczenia jej trajektorii podczas kolejnego powrotu i znacznego zbliżenia do Ziemi w kwietniu 2036. Planetoida znów otrzymała 4 stopień w Skali Torino (w okresie od początku 2005 roku do sierpnia 2006). Kolejne pomiary znowu umożliwiły ustalenie skali ryzyka na 0. W skali z Palermo obiekt uzyskał wówczas (sierpień 2006) ocenę −2,25.
NASA utrzymuje nieprzerwanie aktualizowane strony internetowe o najważniejszych obiektach NEO zagrażających Ziemi, zwłaszcza w przeciągu następnych 100 lat. Wszystkie lub prawie wszystkie obiekty na tej stronie z dużym prawdopodobieństwem odpadną z listy po ewentualnym dostarczeniu większej ilości danych.

## Bliskie przejścia obiektów NEO

Przelot planetoidy 2004 FH. Inny przelatujący obiekt to satelita.

18 marca 2004 roku zauważono bardzo bliski obiekt odnotowany jako obiekt NEO. Planetoida 2004 FH, mająca około 30 metrów średnicy, przeszła na wysokości około 43 000 km nad powierzchnią Ziemi (dziewiąta część odległości od Księżyca). Astronomowie wykryli ją zaledwie trzy dni wcześniej. Czas od wykrycia wydaje się bardzo krótki, ale planetoida 2004 FH jest bardzo mała. Obiekt NEO, którego uderzenie mogłoby wywołać globalną katastrofę, ze względu na swe rozmiary byłby wykryty znacznie wcześniej.
Zaledwie dwa tygodnie później, 31 marca 2004, meteoroid 2004 FU162 ustanowił nowy rekord przelotu obok Ziemi, przelatując zaledwie 6 500 km od Ziemi (ok. jedna sześćdziesiąta część odległości do Księżyca). Ponieważ był to bardzo mały obiekt (ok. 6 metrów), 2004 FU162 został wykryty zaledwie kilka godzin przed najbliższym przejściem. Gdyby jednak znajdował się na kursie kolizyjnym z Ziemią, prawdopodobnie spaliłby się w atmosferze.